# 김이삭 (가수)
이삭(1985년 5월 25일 ~ , 본명: Ida Dene Simmons)은 대한민국의 가수이자 배우, VJ이다. 2002년 SM 엔터테인먼트 소속 걸 그룹 이삭N지연의 구성원으로 활동한 경력이 있다.

## 참여 작품

### 뮤직 비디오
- 2007년 슈퍼주니어-T - 로꾸거

### 방송 활동
- 2006년 MBC 개그야
- 2007년 KBS 못 말리는 결혼 - 아이다 역
- 2008년 아리랑TV Pops in Seoul VJ
- 2008년 뮤지컬 더 라이프 - 메어리 역